# Église de la Dormition de Vitebsk
L'église de la Dormition de Vitebsk (en russe : Успенский собор в Витебске) est un édifice religieux de Vitebsk de style baroque sarmate ou de Vilnius qui se trouve sur la colline de la Dormition à Vitebsk. Pour sa construction, la basilique Santi Ambrogio e Carlo al Corso à Rome, de style baroque, a été prise comme modèle. Le Polonais Joseph Fontana (en) en aurait été l'architecte.
L'église est construite dans les années 1743-1777 comme église grecque-catholique biélorusse. À partir de 1799, elle devient église orthodoxe. Pendant la période soviétique de 1932 à 1937, appelée les cinq années sans Dieu (ru), l'église est détruite. C'est le résultat de l'athéisme d'État appliqué par les pouvoirs soviétiques.  
Elle est reconstruite au début du XXIe siècle à l'initiative de l'Église orthodoxe. Les cérémonies de consécration de l'église ont eu lieu le 30 septembre 2011 par le ministère du métropolite de Minsk et de Sloutsk Filaret (ru). 

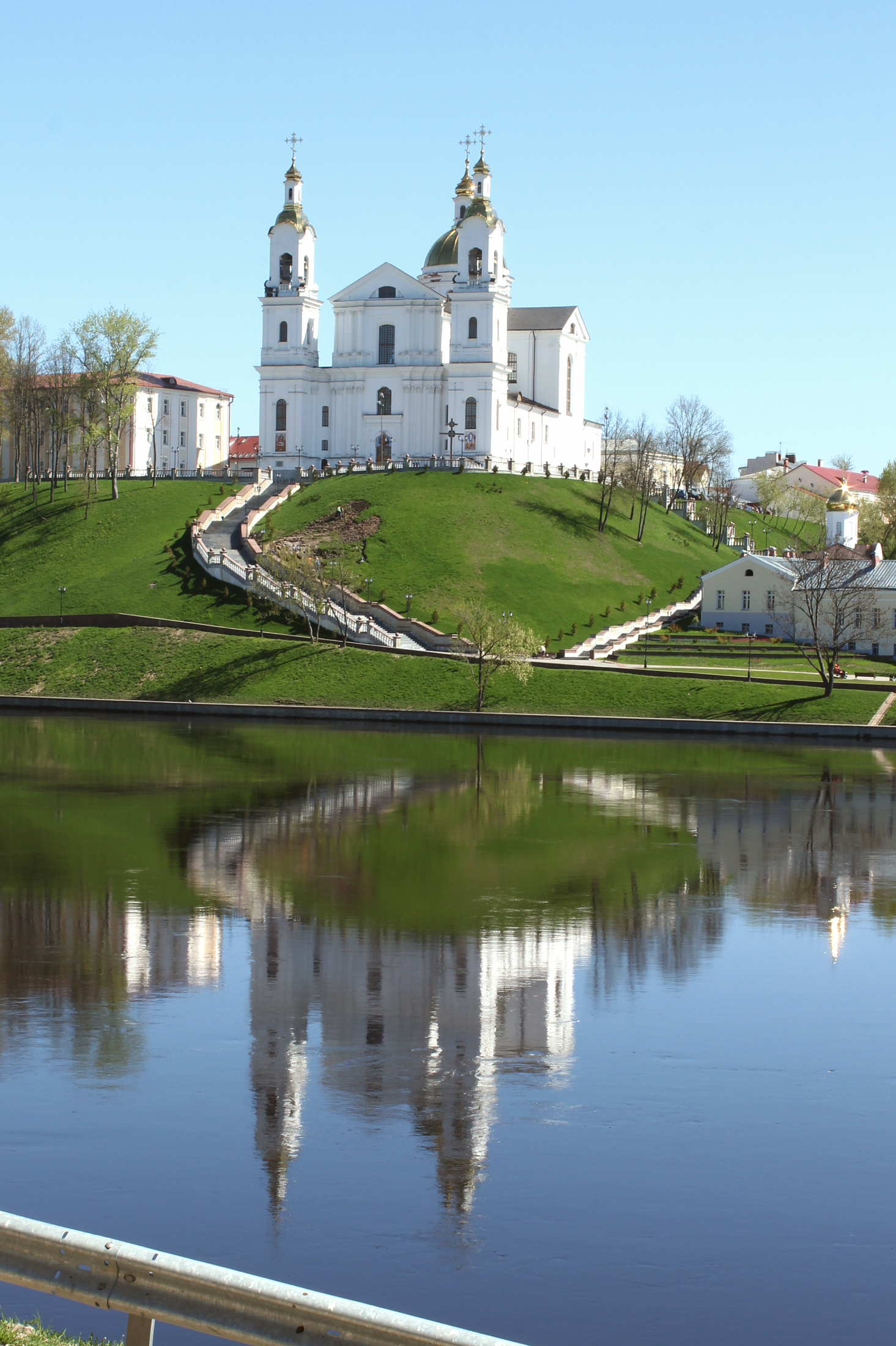
Vue en 2012
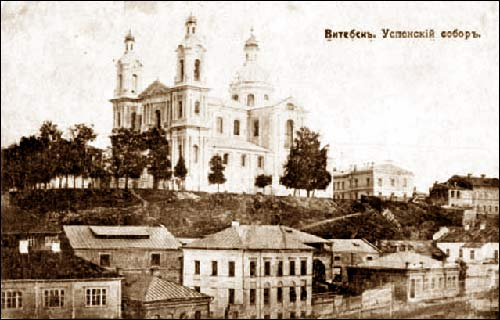
Carte postale du début du XXe siècle
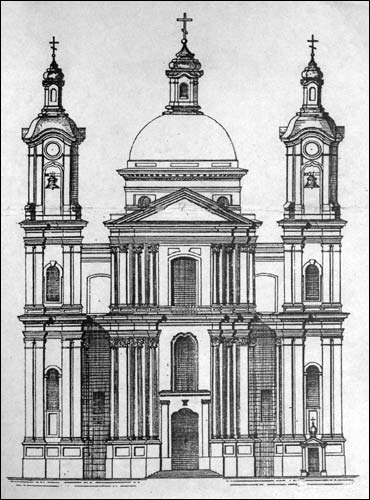
Façade principale XIXe siècle
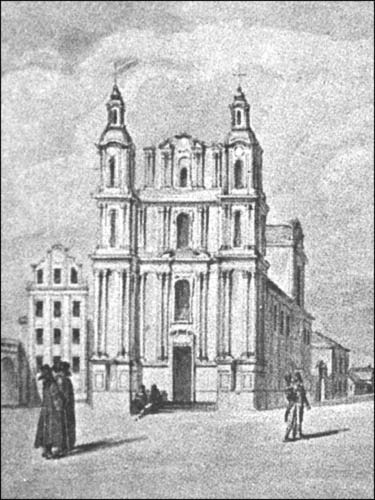
Dessin de Joseph Pechka, XVIIIe siècle